# Clarrie Bacon
Clarence George "Clarrie" Bacon (9 tháng 11 năm 1889 – 6 tháng 11 năm 1954) là một cầu thủ bóng đá người Anh thi đấu ở vị trí tiền vệ chạy cánh.